# Julia Addington
Julia C. Addington (Nueva York, 13 de junio de 1829 – Stacyville, 21 de septiembre de 1875) fue una política estadounidense en el estado de Iowa, considerada como la primera mujer elegida para un cargo público en los Estados Unidos.

## Trayectoria
Addington era la hija de William H. Addington y Alvira Potter. Se trasladó a Iowa desde Wisconsin con su familia en 1863 y enseñó en la escuela de Cedar Falls, Waterloo, Des Moines y en el Cedar Valley Seminary en Osage. En 1869, fue elegida superintendente de Escuelas por el Condado de Mitchell, aunque ocupó su cargo en funciones justo antes de su elección, completando el período del titular anterior en ese puesto.
Fue elegida como parte del "Bolter", facción del Partido Republicano, favoreciendo a la ciudad de Mitchell como centro administrativo. Recibió exactamente el mismo número de votos que el candidato republicano Milton N. Browne y la elección se resolvió lanzando una moneda al aire. Al ser una mujer, su elección no fue aceptada por todo el mundo, a pesar de que el fiscal general de Iowa Henry O'Connor dictaminara que su elección era legal ya que la ley no requería expresamente que el candidato tuviera que ser un varón.
Durante el tiempo que trabajó en la oficina fueron construidas 17 nuevas escuelas. Se retiró por razones de salud en 1871. Cuatro años después, murió en su casa en Stacyville con 46 años.